# Verwaltungsgemeinschaft Sebnitz

Lage der Verwaltungsgemeinschaft Sebnitz im Landkreis Sächsische Schweiz-Osterzgebirge (Stand: 30. September 2012)

Die Verwaltungsgemeinschaft Sebnitz war eine Verwaltungsgemeinschaft im Freistaat Sachsen im Landkreis Sächsische Schweiz-Osterzgebirge. Sie befand sich im Südosten des Landkreises östlich der Kreisstadt Pirna an der Grenze zur Tschechischen Republik. Ein Großteil der Verwaltungsgemeinschaft lag im Nationalpark Sächsische Schweiz an und oberhalb der Flüsse Sebnitz und Kirnitzsch.
Die Verwaltungsgemeinschaft wurde am 1. Oktober 1998 gebildet. Durch die Eingemeindung von Kirnitzschtal nach Sebnitz am 1. Oktober 2012 wurde die Verwaltungsgemeinschaft aufgelöst.
Ehemalige Mitgliedsgemeinden waren bis 2012:
- Sebnitz mit den Ortsteilen Sebnitz (Stadt),  Hofhainersdorf,  Schönbach, Amtshainersdorf, Hertigswalde und Hinterhermsdorf
- Kirnitzschtal mit den Ortsteilen Altendorf, Mittelndorf, Lichtenhain, Ottendorf und Saupsdorf